# علی حسن موینی
علی حسن موینی (به انگلیسی: Ali Hassan Mwinyi); (زاده ۸ مه ۱۹۲۵ – درگذشته ۲۹ فوریه ۲۰۲۴) سیاست‌مدار اهل تانزانیا بود. وی از ۱۹۸۵ تا ۱۹۹۵ رئیس‌جمهور این کشور بود. موینی در هنگام مرگ پیرترین رئیس‌جمهور در حال حیات قاره آفریقا بود.
علی حسن موینی در ۲۹ فوریه ۲۰۲۴، در سن ۹۸ سالگی بر اثر سرطان ریه درگذشت.